# Luntantugatan

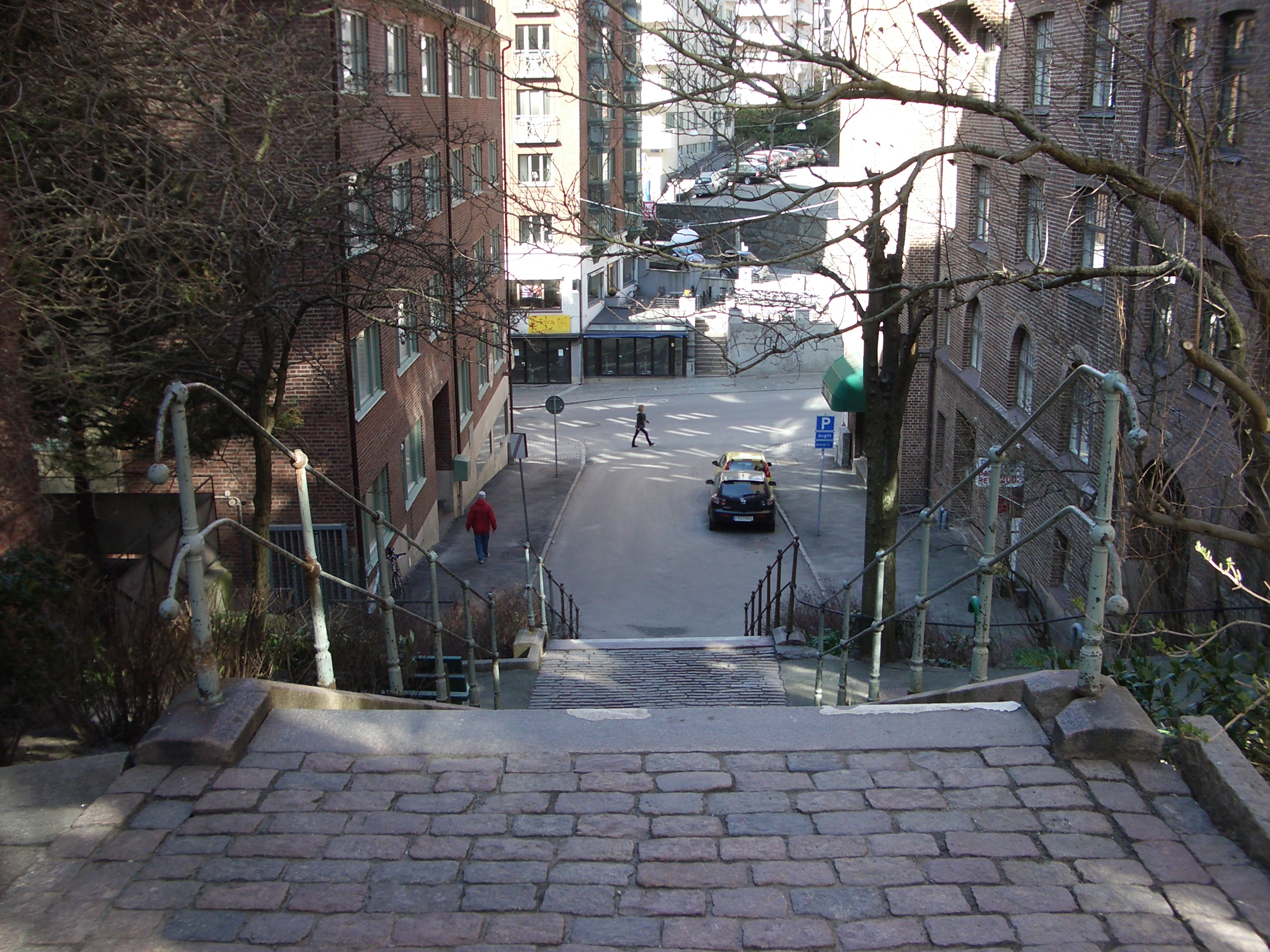
Utsikt från Hvitfeldtsgatan med Luntantugatans trappor ner mot Kungsgatan.

Luntantugatan är en gata i "kvarter 42 Luntantu" i stadsdelen Inom Vallgraven i centrala Göteborg. Den är cirka 65 meter lång, och sträcker sig från Kungsgatan till Hvitfeldtsgatan. Gatan är brant och består delvis av trappor i två avsatser och närmare femtio trappsteg. I början av 1800-talet var 'Luntantu' namnet på ett värdshus på tomten N:o 102 AA i roten 2, som 1883 förevigades i namnet 'Luntantugränd,' senare ändrat till 'Luntantugatan.'

## Historik
Gatan fick sitt namn 1904. Betydelsen av förleden Luntantu– är inte klarlagd, men det finns flera förslag:
— efter namnet på en närbelägen krog, som ofta besöktes av engelska sjömän och vilka gav den namnet "London view", vilket förvanskats till "Luntantu". Krogen existerade från 1820 och åtminstone fram till 1850.
— kommandoropet "luntan till" (att antända), vilket skulle ha använts på redutten i närheten.
— efter en by eller stadsdel med namnet Lunteren i Holland, som familjen Boos kom ifrån och vilken senare bosatte sig mellan Otterhällan och Kungshöjd. De kallade dessutom sin tomt för "Lunteren II".
— en förvrängning av Luntertun, namnet på "en eländig avkrok, ett smyghål" från den populära folkboken om Micke Räv (Reineke Fuchs), vilket då skulle spegla gatans lokalisering.
— "Luntan II", såsom luntan nummer två, ett tillrop från den närbelägna kasernen.
Några skriftliga belägg för namnformens ursprung finns inte.